# Rob Daviau

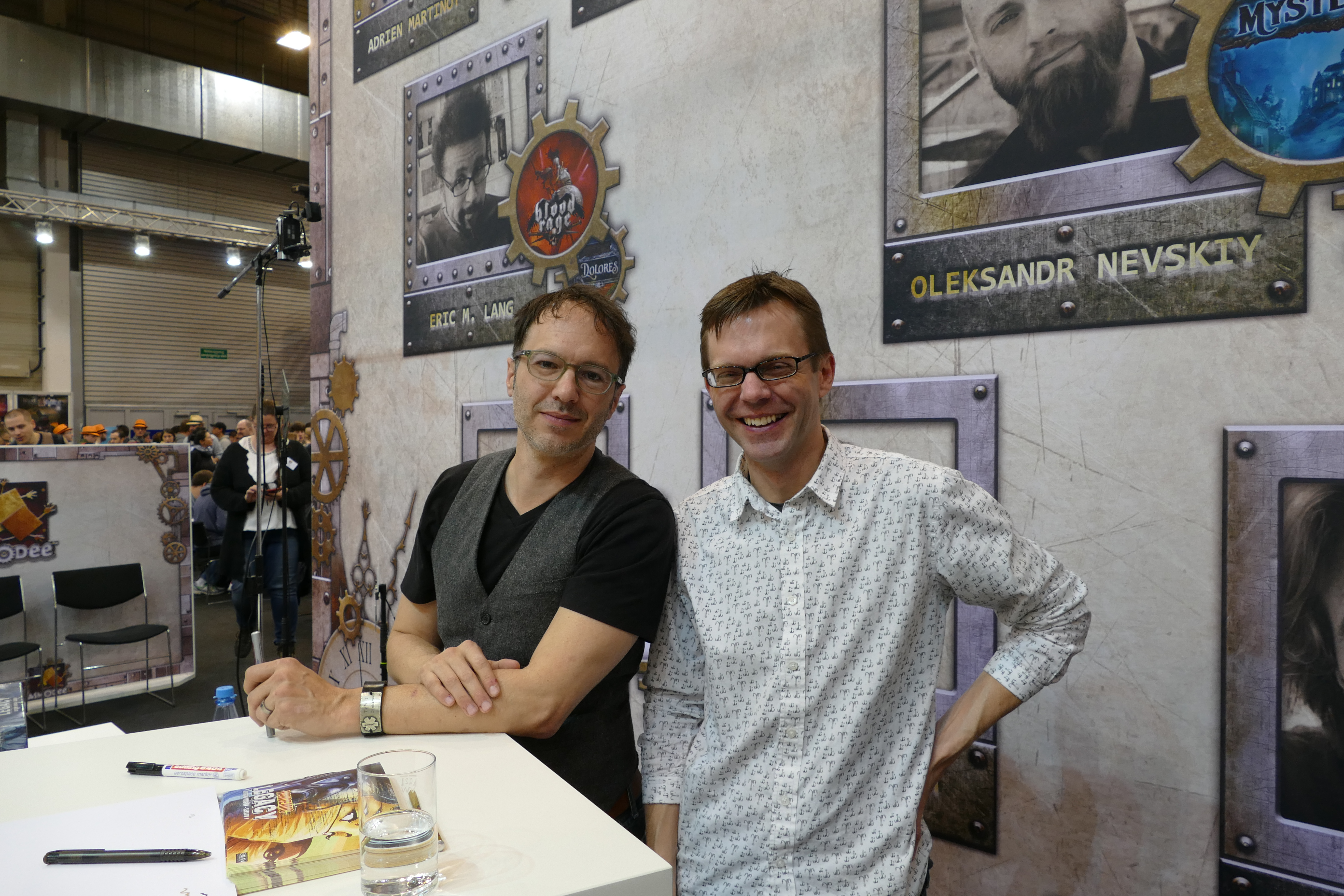
Rob Daviau (links) und Matt Leacock bei der Signierstunde am Stand mit ihrem Spiel Pandemic Legacy auf den Internationalen Spieltagen SPIEL 2016 in Essen

Rob Daviau (geboren 1970 in Maine) ist ein amerikanischer Spieleautor, der vor allem für die Entwicklung der ersten Legacy-Spiele bekannt wurde. Neben der Arbeit an eigenständigen Spielen entwickelte er als ehemaliger Mitarbeiter von Hasbro vor allem Sonder-Ausgaben für verschiedene etablierte Brettspiele.

## Biografie
Rob Daviau begann 1998 als Spieleautor und entwickelte bis 2016 mehr als 70 Spiele, wobei er sich sowohl auf Kinder- und Familienspiele wie auch auf taktische Brettspiele konzentrierte. Hinzu kamen verschiedene Zusatz- und Sonderausgaben für etablierte Brettspiele wie Trivial Pursuit, Monopoly, Stratego und Risiko sowie Ausgaben des Rollenspiels Heroscape. 2011 erschien das Spiel Risiko Evolution, im Original Risiko Evolution, auf der Basis von Risiko, das als erstes Legacy-Spiel konzipiert ist und sich entsprechend durch dauerhafte Veränderungen des Spielmaterials auszeichnet. Das 2015 erschienene kooperative Brettspiel Pandemic Legacy: Season 1 setzt auf das Spiel Pandemie von Matt Leacock, mit dem Daviau bei diesem zusammenarbeitete, und setzt das Legacy-Konzept auf dieses Spiel an; diesem folgten 2020 Pandemic Legacy: Season 2 sowie 2022 Pandemic Legacy: Season 0 als Prequel. Als weiteres Spiele dieser Art entwickelte er 2016 SeaFall, 2019 Machi Koro Legacy als Variante des Kartenspiels Machi Koro und 2023 Zug um Zug Legacy: Legenden des Westens, eine Legacy-Umsetzung von Zug um Zug von Alan R. Moon, wieder zusammen mit Leacock.
Weitere Serien, die Daviau teilweise mit wechselnden Co-Autoren entwickelte, sind unter anderen das Autorennspiel Downforce seit 2017, Cthulhu: Death May Die zusammen mit Eric M. Lang sowie die Unmatched-Serie seit 2019, Return to Dark Tower seit 2022 und Thunder Road Vendetta seit 2023.

## Auszeichnungen
Mehrere Spiele von Rob Daviau wurden für verschiedene Spielepreise nominiert oder konnten diese gewinnen:
- Spiel des Jahres:
  - Sonderpreis: Pandemic Legacy: Season 2
- Kennerspiel des Jahres: 
  - Pandemic Legacy: Season 1: Nominierungsliste 2016
  - Zug um Zug Legacy: Legenden des Westens: Nominierungsliste 2024
- Deutscher Spielepreis: 
  - Pandemic Legacy: Season 1: Nominierungsliste 2016
- Juego del Año
  - Heroscape: Rise of the Valkyrie: Nominierungsliste 2005
- Gamers Choice Awards
  - Star Wars: The Queen’s Gambit: Two Player: Nominees 2001
  - Betrayal at House on the Hill: Gamers Choice Award 2004
  - Pandemic Legacy: Season 1: Multiplayer: Nominees 2016

## Ludographie (Auswahl)
Rob Daviau entwickelte seit 1998 zahlreiche Brettspiele, Brettspielerweiterungen und -ausgaben. Als ehemaliger Mitarbeiter von Hasbro entwickelte er zahlreiche Zusatz- und Spezialausgaben etablierter Brettspiele.
- 2000: Star Wars: The Queen’s Gambit
- 2001: Axis and Allies: Pacific
- 2001: Risk 2210 A.D.
- 2002: Star Wars Epic Duels
- 2002: Trivial Pursuit 20th Anniversary Edition
- 2004: Trivial Pursuit: The Lord of the Ring Trilogy Edition mit DVD
- 2004: Betrayal at House on the Hill (mit Bruce Glassco)
- 2005: Risk: Star Wars – The Clone Wars Edition
- 2006: Risk Star Wars Original Trilogy Edition
- 2006: Wilde Horde
- 2011: Risiko Evolution
- 2012: Viking Funeral
- 2016: SeaFall
- 2016: V-Wars
- 2017: Stop Thief!
- 2017: Indulgence (mit G.W. „Jerry“ D'Arcey, Justin D. Jacobson)
- 2017: Berge des Wahnsinns
- 2018: Ultimate Werewolf Legacy (mit Ted Alspach)
- 2018: Fireball Island: Der Fluch des Vul-Kar (mit J.R. Honeycutt, Justin D. Jacobson, Chuck Kennedy, Bruce Lund; Neuauflage von Fireball Island von 1986)
- 2018: Betrayal Legacy (mit Noah Cohen, J.R. Honeycutt, Ryan Miller, Brian Neff, Andrew Veen; Legacy-Variante von Betrayal at House on the Hill)
- 2019: ShipShape (mit Ted Alspach)
- 2019: Machi Koro Legacy (mit J.R. Honeycutt, Masao Suganuma; Legacy-Umsetzung von Machi Koro)
- 2019: Cthulhu: Death May Die (mit Eric M. Lang)
- 2019: Conspiracy: The Solomon Gambit  (mit J.R. Honeycutt, Justin D. Jacobson, Eric Solomon)
- 2020: Detective: Signature Series – Dig Deeper
- 2020: Betrayal at Mystery Mansion
- 2021: Berried Treasure (mit Noah Cohen, Justin D. Jacobson, Brian Neff, Sid Sackson)
- 2023: Zug um Zug Legacy: Legenden des Westens (mit Alan R. Moon, Matt Leacock)
- 2023: Dragonlance: Warriors of Krynn (mit Stephen Baker)
- 2023: Stranger Things: Upside Down

Downforce
- 2017: Downforce (mit Justin D. Jacobson, Wolfgang Kramer)
- 2018: Downforce: Danger Circuit (mit Justin D. Jacobson, Wolfgang Kramer)
- 2020: Downforce: Wild Ride (mit Justin D. Jacobson, JR Honeycutt)

Pandemic Legacy
- 2015: Pandemic Legacy: Season 1 (mit Matt Leacock)
- 2017: Pandemic Legacy: Season 2 (mit Matt Leacock)
- 2020: Pandemic Legacy: Season 0 (mit Matt Leacock)

Unmatched
- 2019: Battle of Legends, Volume One (mit J.R. Honeycutt, Justin D. Jacobson)
- 2019: Robin Hood vs. Bigfoot (mit J.R. Honeycutt, Justin D. Jacobson)
- 2019: Bruce Lee (mit J.R. Honeycutt, Justin D. Jacobson)
- 2020: Jurassic Park – InGen vs. Raptors (mit Justin D. Jacobson)
- 2020: Cobble & Fog (mit Justin D. Jacobson)
- 2021: Buffy the Vampire Slayer (mit Justin D. Jacobson)
- 2021: Deadpool (mit Brad Andres, Noah Cohen, Justin D. Jacobson, Brian Neff, Tim Wiesch)
- 2021: Little Red Riding Hood vs. Beowulf (mit Noah Cohen, Justin D. Jacobson, Brian Neff)
- 2021: Battle of Legends, Volume Two (mit Noah Cohen, Justin D. Jacobson, Chris Leder, Brian Neff, Kevin Rodgers)
- 2022: Jurassic Park – Dr. Sattler vs. T-Rex (mit Justin D. Jacobson)
- 2022: Redemption Row (mit Brad Andres, Noah Cohen, Justin D. Jacobson, Brian Neff, Tim Wiesch)
- 2022: Hell’s Kitchen (mit Brad Andres, Noah Cohen, Justin D. Jacobson, Brian Neff)
- 2022: Houdini vs. The Genie (mit Noah Cohen, Sam Crane, Adil M. Geresu, Justin D. Jacobson, Brian Neff)
- 2023: Teen Spirit (mit Justin D. Jacobson)
- 2023: For King and Country (mit Justin D. Jacobson)

Return to Dark Tower
- 2022: Return to Dark Tower (mit Tim Burrell-Saward, Isaac Childres, Justin D. Jacobson, Brian Neff)
- 2022: Return to Dark Tower: Alliances (mit Isaac Childres, Noah Cohen, Justin D. Jacobson, Brian Neff)
- 2023: Return to Dark Tower: Covenant (mit Isaac Childres, Noah Cohen, Justin D. Jacobson, Brian Neff)

Thunder Road Vendetta
- 2023: Thunder Road: Vendetta (mit Dave Chalker, Brett Myers, Noah Cohen, Justin D. Jacobson, Jim Keifer, Brian Neff; Überarbeitung von Thunder Road von 1986)
- 2023: Thunder Road: Vendetta – Big Rig and the Final Five (mit Dave Chalker, Brett Myers, Noah Cohen, Justin D. Jacobson, Jim Keifer, Brian Neff)
- 2023: Thunder Road: Vendetta – Maximum Chrome (mit Dave Chalker, Brett Myers, Noah Cohen, Justin D. Jacobson, Jim Keifer, Brian Neff)

## Belege
1. 1 2  
Work, Ludografie auf der offiziellen Website von Rob Daviau; abgerufen am 4. Januar 2017.
2. ↑  
Steffen Daniel Meyer: Risiko-"Variante": Ein Brettspiel, das nicht vergisst. Spiegel online, 25. Oktober 2014; abgerufen am 4. Januar 2017.
3. 1 2  
Dominik Schönleben: Das Brettspiel „Pandemic Legacy“ zerstört sich nach 18 Partien selbst. Wired, 5. Oktober 2015; abgerufen am 4. Januar 2017.